# ヒルガオ
ヒルガオ（昼顔・旋花、学名: Calystegia pubescens〈狭義: Calystegia pubescens f. major〉）は、ヒルガオ科のつる性植物。夏にアサガオに似た桃色の花を咲かせ、昼になっても花がしぼまないことからこの名がある。薬用植物であり、民間では利尿薬として利用した。

## 名称
和名ヒルガオの由来は、「昼の顔」の意味するところから名付けられたものである。花が咲いている時間帯は、朝から花を咲かせて夕方にしぼむまで昼間も咲き続けているため、ヒルガオと呼ばれている。日本には古くから自生しており、奈良時代末期に成立したとされる『万葉集』では、美しいという意味を表す「容」の語を当てて、容花（かおばな）として記載が見られる。奈良時代に朝廷が派遣した遣唐使が、中国（唐）よりアサガオ（朝顔）が持ち帰られたときに、アサガオに対する呼び名としてヒルガオと呼ばれるようになったといわれている。
別名、オオヒルガオ、ホソバヒルガオともよばれる。地方により様々な呼び名があり、オコリバナ（おこり花）、ツンブーバナ（つんぶー花）、オコリヅル、カミナリバナ（雷花）、テンキバナ（天気花）、アメフリバナ（雨ふり花）、アメフリアサガオ（雨ふり朝顔）、チチバナ（ちち花）、カッポウ、ハタケアサガオ、ヒルアサガオなどの地方名でも呼ばれている。
英語では、バインドウィード（Bindweed：「巻き付く雑草」の意） 、フォールス・バインドウィード（False bindweed：〈セイヨウヒルガオに対する〉偽ヒルガオの意味） 、中国名（漢名）では、日本天剣（にほんてんけん）といい、中国で旋花（せんか）ともよばれている。

## 分布・生育地
日本原産の在来種で、北海道から九州までの日本全国に分布し、国外では朝鮮半島、中国に分布する。丘陵地から山地に分布する。日当たりのよい野原や道端、線路際、空き地、河川敷、土手、荒れ地、畑、垣根などで普通に見られ、つるを伸ばして他のものに巻き付いて生えている。

## 特徴
地下茎で増殖するつる性の多年草で、地上部は毎年枯れる。白い根茎が地中を走る。地上茎（つる）は地下茎から伸びて這うように広がり、他物にからみつく。切断された地下茎片からもつるは伸びだし、春からつるが伸び始め、夏にかけて繁茂する。一般的なつる植物は、双葉が出たあとに本葉を出して蔓を伸ばすが、ヒルガオは双葉が出たあと本葉が出る前に、他の植物よりも少しでも早く成長させようと蔓を伸ばしてくる。
葉は長い葉柄がついて互生し、葉の長さは10センチメートル (cm) ほどの狭い長楕円形で、細長い三角形をしている。葉身は、基部の両側が耳状に張り出した矛形や矢はず形（矢じり形）で、分裂せずに先は尖っている。
花期は初夏から夏（6月 - 8月）。葉のつけ根から花柄を出して、薄いピンク色で直径5 - 6センチメートル (cm) の花を一つ咲かせる。花の形は漏斗形（ラッパ形）。蔓が伸びるに従い、蔓先へと次々と咲き進む。花は日中に開いて夕方にしぼむ一日花である。花のつけ根にある萼を包むように大きな2枚の苞がつく。苞葉が萼を包み込むので、帰化植物のセイヨウヒルガオ（西洋昼顔、学名: Convolvulus arvensis）と区別できる。花柄には翼がつかない。
果実はふつう結実せず、地下茎で繁殖する。アサガオは自花だけでも受粉をすれば種子をつくるが、ヒルガオのそれは異なり、自分の花（自株）の雄しべの花粉を、自分の雌しべにつけても実ることはなく、種子をつくるためには、他の株の花粉がつかなければならない。そのため、地下茎で増殖するヒルガオにとって、異株がたくさん育っている場所ではない限り、種子を得ることは難しい。
アサガオは鑑賞用に栽培される園芸植物であるが、ヒルガオは地下茎が長く伸びて増殖し、一度増えると駆除が難しいため、大半は雑草として扱われる。

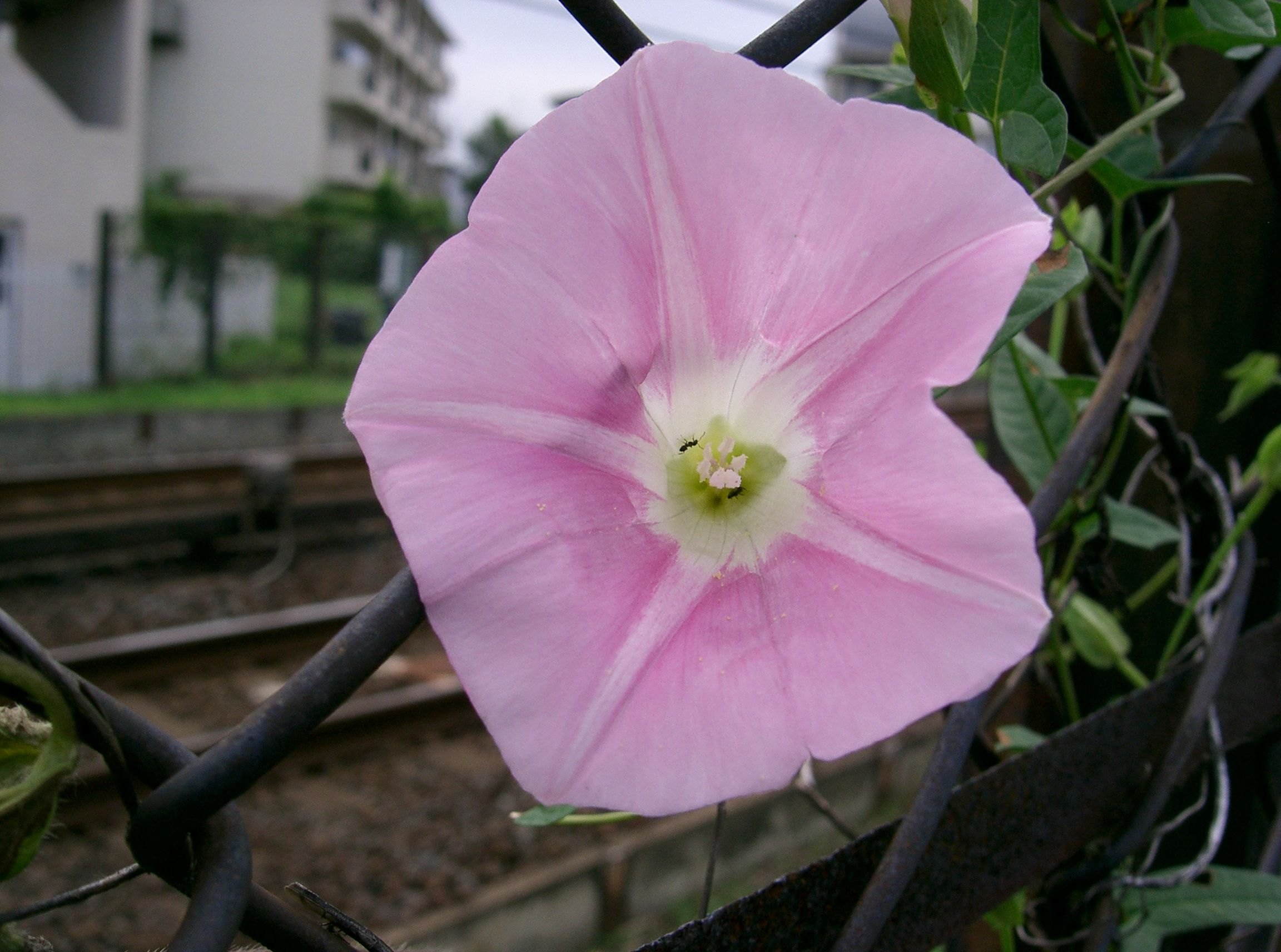
花
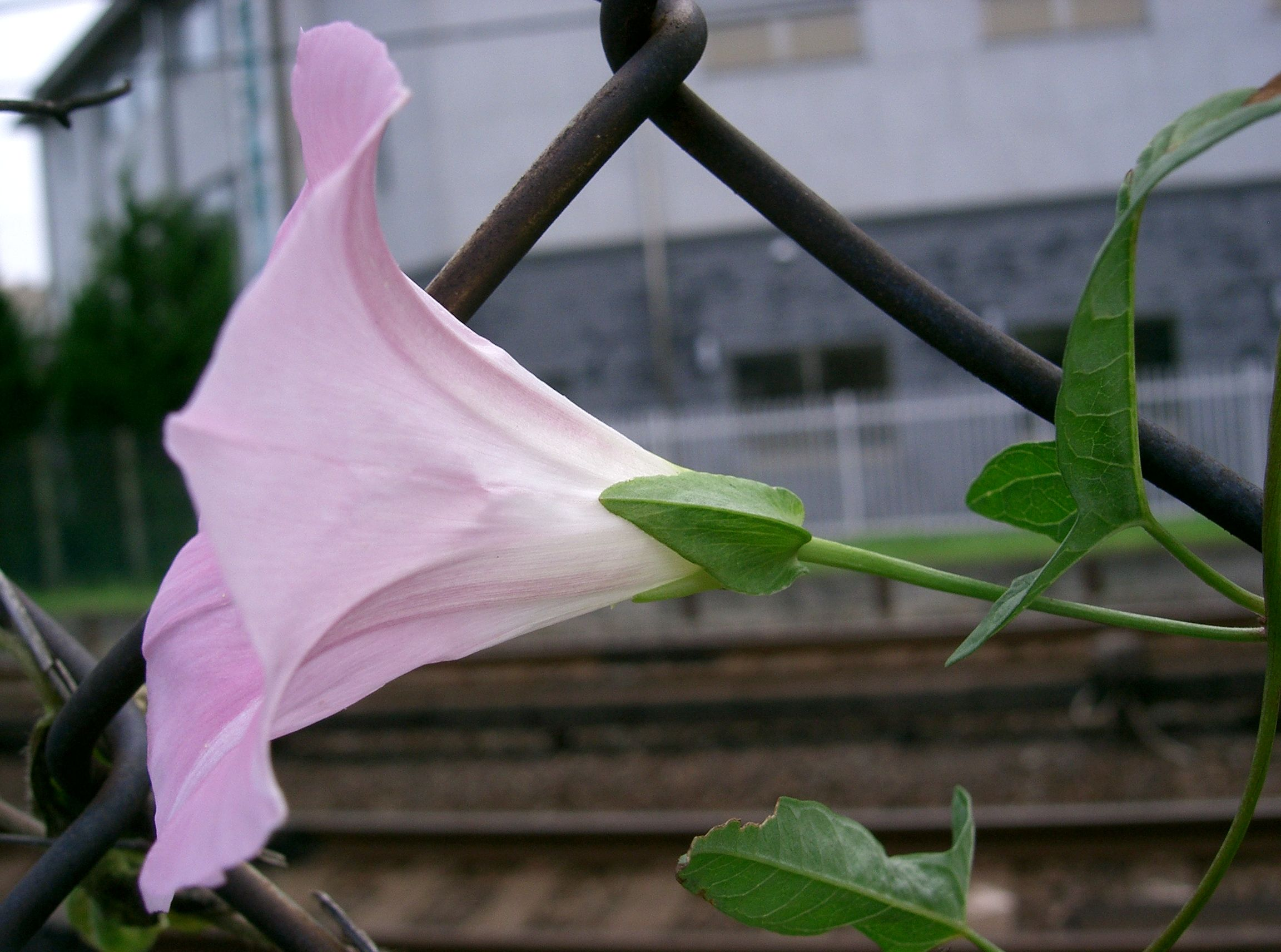
苞葉が萼を包み込む

## 利用
ヒルガオは薬用植物でもあり、全草を乾燥したものは旋花（せんか）という生薬になる。中国ではヒロハヒルガオ（旋花）が同じ薬用に使われる。若葉・つる先・地下茎・花は食用にできる。花や蕾は食用に適しており、アクも少ないため生食も可能な野草として知られている。

### 薬用
生薬である旋花は、夏期（開花期）の茎葉がよく伸びたものを刈り取り、水洗いして2 - 3 cmほどに刻んで、天日干しまたは陰干しして調製される。利尿、強精強壮、疲労回復、糖尿病、高血圧予防に役立つとされ、旋花1日量5 - 15グラムを、水500 - 600 ccで半量になるまで煎じ、3回に分けて服用する用法が知られている。神経痛には50グラムほどを浴湯料として用いる。天日干しした葉を煮出してお茶代わりに飲むと、疲労回復に役立つとされている。虫刺されには、生の葉の汁をつけるとよいとされる。

### 食用
葉・花・茎・地下茎、すべて食べられ、クセのない味で青葉のように利用できる。葉や花がより小さなコヒルガオも、同様に利用できる。採取時期は、暖地で3 - 8月ごろ、寒冷地で5 - 8月ごろが適期とされ、若葉とつる先はつめで軽くちぎれる硬さのところで摘み取り、花は開いたものと蕾を摘み取る。根は引っ張って抜き取るように採取する。
若いつるや葉は灰汁があまりなく、軽く茹でて水にさらしてから、おひたしや和え物、磯辺巻き、汁の実などにして食べられる。また、生の葉は天ぷらや油炒めに出来る。花は苞を取り除き、酢を落とした熱湯にくぐらせる程度にして、サラダ、酢の物、椀だね、寒天寄せ、天ぷら、汁の実にする。よく洗った根（地下茎）は、適当に切って天ぷらやかき揚げ、佃煮にする。

## 類似種
近縁種にコヒルガオ、ヒロハヒルガオ、ハマヒルガオなどがあり、ヒルガオ同様の薬効がある薬用植物として用いられている。
同じく昼に花を咲かせるものとしてモミジヒルガオがあるがこれはサツマイモ属である。

### コヒルガオ
類似種のコヒルガオ（小昼顔、学名: Calystegia hederacea）はヒルガオ科ヒルガオ属のつる性植物である。コヒルガオの名は、ヒルガオよりも花が小さいことに由来する。日本の本州・四国・九州から沖縄まで、東南アジアに広く分布する。草地などでよく見られる。
ヒルガオと似ているが、花弁が直径3 - 4 cmとヒルガオより小さいこと、花柄上部に縮れた翼があること、葉の形などの差異がある。葉は三角状で矛形、葉身の基部の左右張り出した裂片は、浅く切れ込んで2つに分裂する。地下に横走する地下茎がある。花期は6 - 8月、葉腋から葉柄を出して1個の花をつける。大抵は雑草として扱われるが、八重咲の園芸種が栽培されることもある。ヒルガオ同様に食用になる。

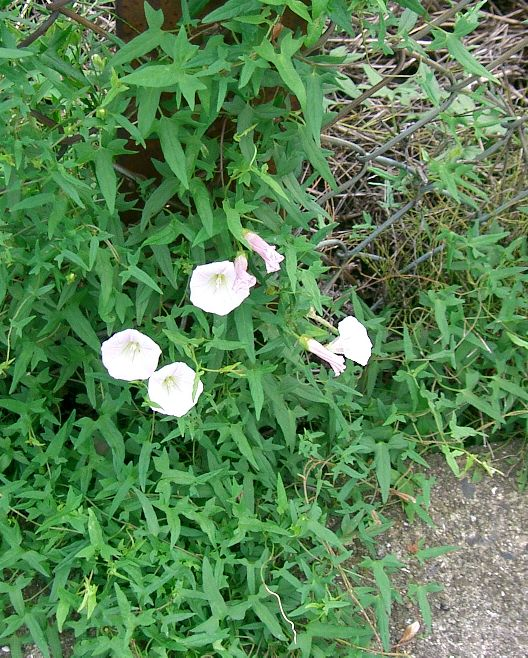
コヒルガオ
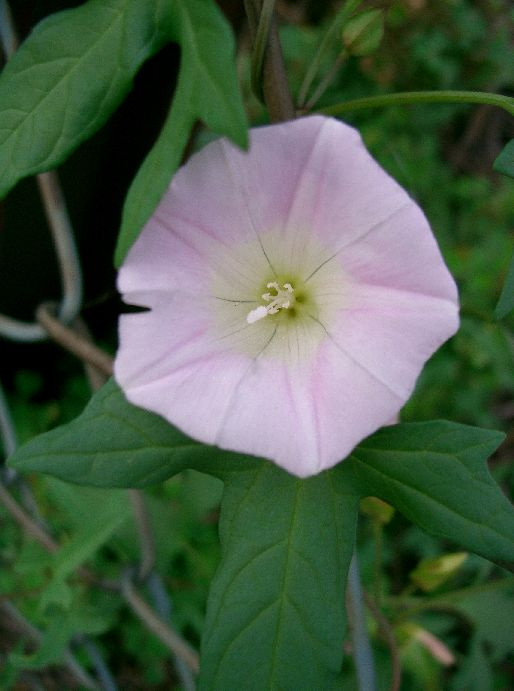
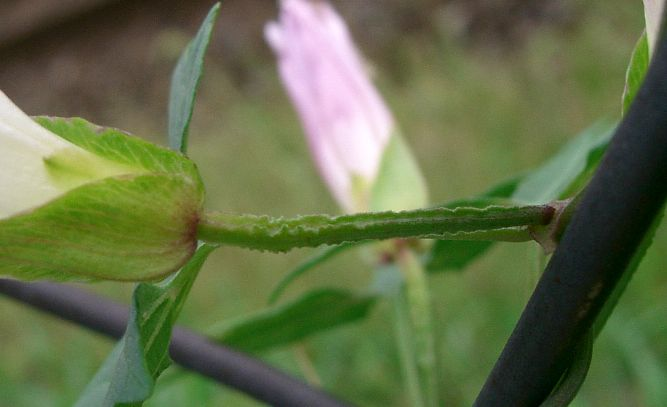
花柄の縮れたひれが特徴

### ハマヒルガオ
ハマヒルガオ（浜昼顔、学名: Calystegia soldanella）はヒルガオ科ヒルガオ属。海岸の砂地に群生し、日本全土、および世界に広く分布する。つる性多年草。ハマヒルガオの名は、海岸に生えることに由来する。
茎は蔓性となり、地下茎は砂中をはう。葉は長柄があり互生し、緑色のハート型ないし腎臓形で、厚く、光沢がある。5～6月には淡紅色で直径4～5cmのヒルガオに似た花を開く。果実は球形で、種子は黒い。

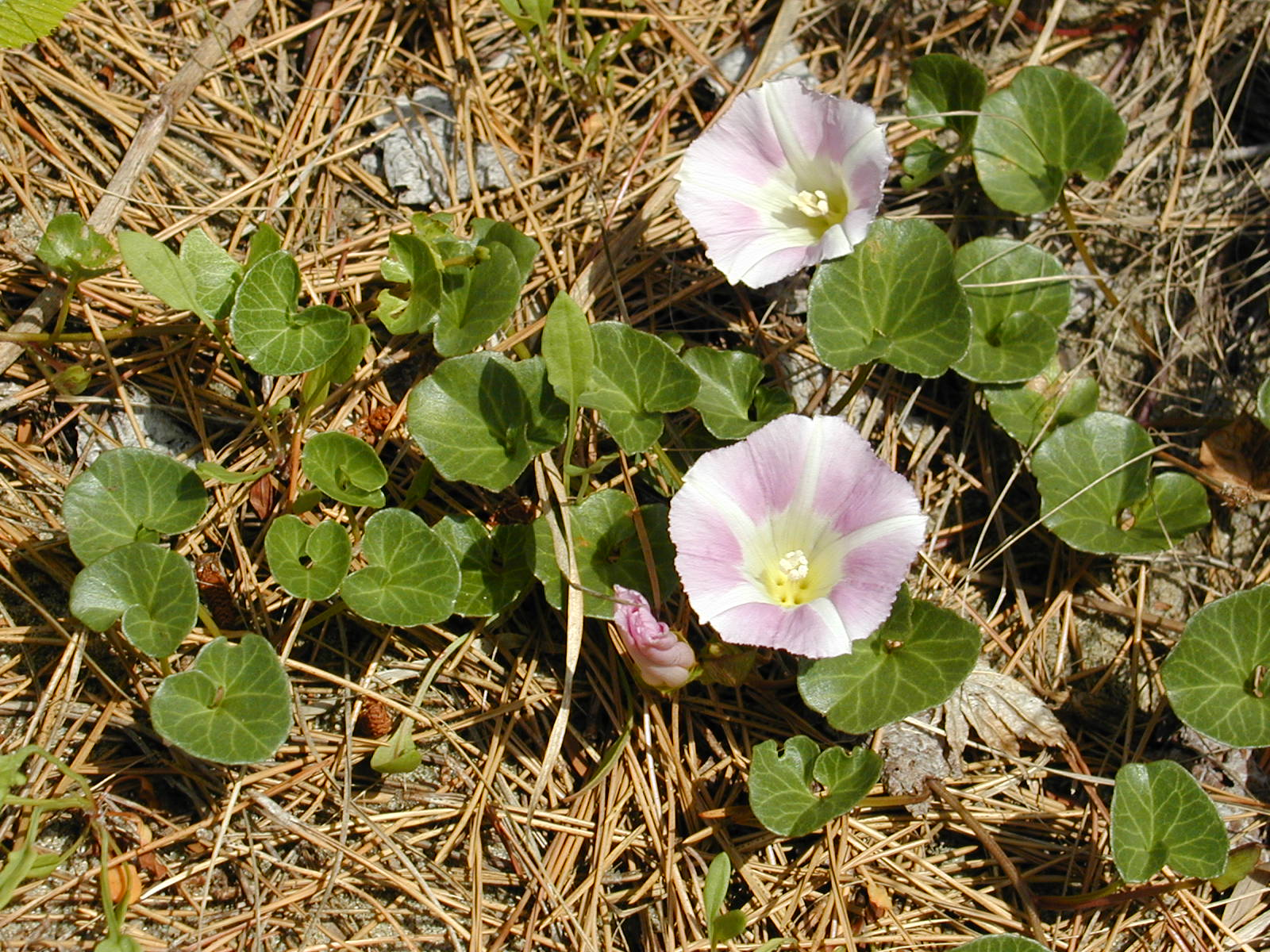
ハマヒルガオ

### セイヨウヒルガオ
セイヨウヒルガオ（西洋昼顔、学名: Convolvulus arvensis）は、ヒルガオ科セイヨウヒルガオ属の植物。ヒルガオに姿が似た外来種で、苞が花柄の中間あたりにつく。

## 文化
ヒルガオは7月17日の誕生花とされ、花言葉は「絆」、「優しい愛情」、「情事」、「友達のよしみ」、「和やかさ」と言われている。